# لي كاي مينغ
لي كاي مينغ (5 يوليو 1991 في الصين - ) هو لاعب كريكت صيني. شارك في دورة الألعاب الآسيوية 2010. وشارك مع منتخب هونغ كونغ للكريكت.

## وصلات خارجية
- لي كاي مينغ على موقع إي آس بي آن كريك إنفو (الإنجليزية)